# Google Website Optimizer
Google Website Optimizer, ibland kallad Webbplatsoptimeraren på svenska, är ett gratisverktyg för A/B-test och multivariat analys av webbplatser som tillhandahålls kostnadsfritt av Google. Med hjälp av verktyget går det att vetenskapligt testa vilken kombination av rubriker, texter och bilder som gör besökarna på en webbplats mest benägna att exempelvis genomför ett köp.
Google erbjuder ingen support för verktyget utan användarna är hänvisade till att söka efter svar på Internet eller anlita någon av de externa konsulter som Google auktoriserat. 